# Episteme cellularis
Episteme cellularis är en fjärilsart som beskrevs av Embrik Strand 1912. Episteme cellularis ingår i släktet Episteme och familjen nattflyn. Inga underarter finns listade i Catalogue of Life.